# Bernhard Heine
Bernhard Heine (né le 20 août 1800 à Schramberg (duché de Wurtemberg) – mort le 31 juillet 1846 à Glockenthal, près de Thoune (Suisse)) est un médecin allemand, inventeur de l'ostéotome (en), un outil médical permettant de couper les os.

## Biographie
À l'adolescence, Bernhard Heine devient l'apprenti de son oncle Johann Georg Heine (de) à Wurtzbourg. Ce dernier travaille en orthopédie.
Bernhard Heine suit ensuite des cours à l'université de Wurtzbourg.
Plus tard, Bernhard Heine ouvre son propre département dans l'institut de son oncle. Lorsque ce dernier déménage aux Pays-Bas en 1829, Heine, avec son cousin Joseph Heine (de), prennent en charge l'institution.
En 1837, il épouse Anna Heine (1801-?), la fille de son oncle.

## Invention de l'ostéotome

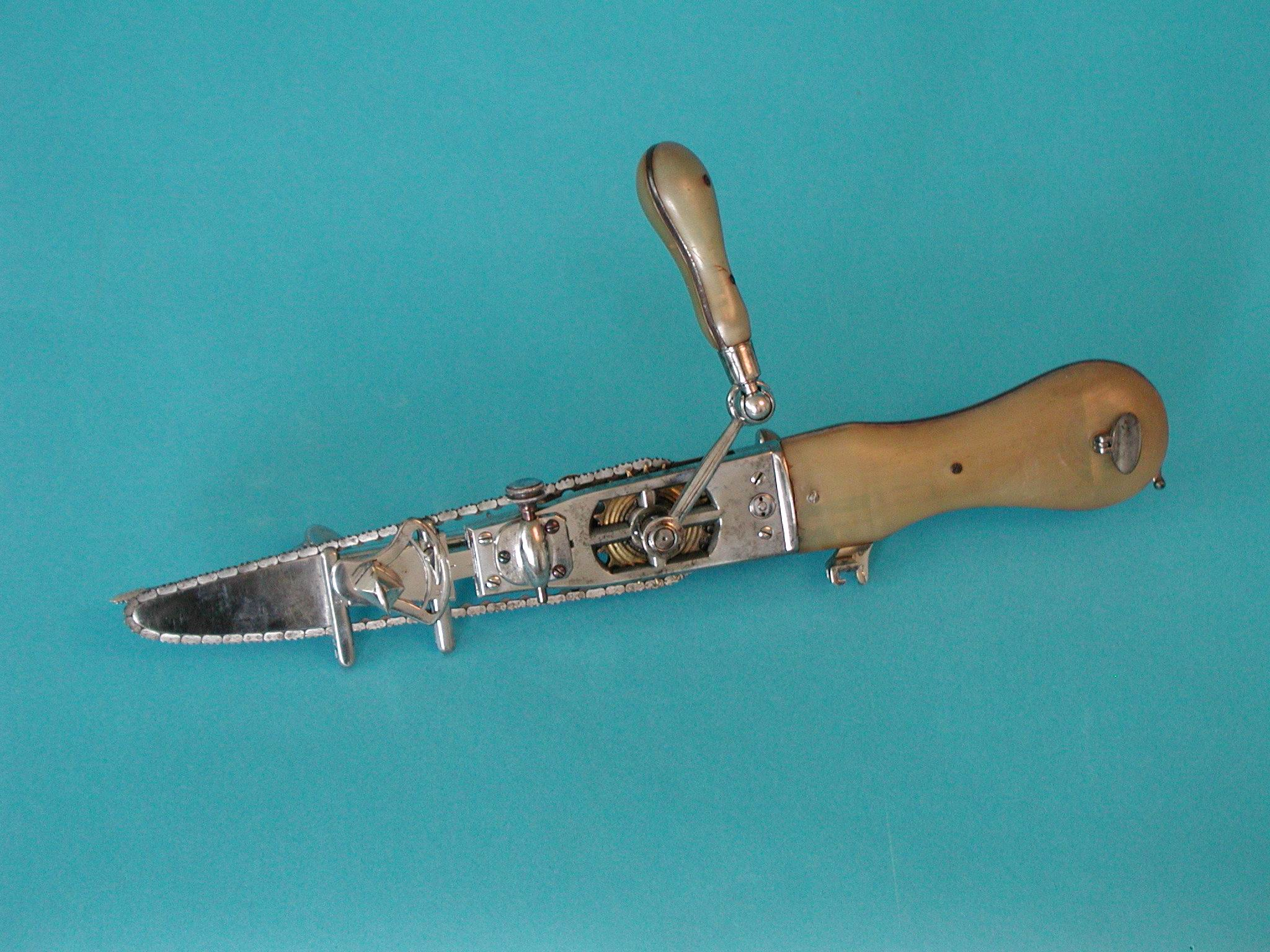
Ostéotome.

En 1830, après plusieurs années de recherches, Bernhard Heine présente un nouvel outil médical à ses collègues. Il nomme ce dernier « ostéotome », qui est une sorte de scie à os. Son invention obtient un certain succès à travers l'Europe.